# Sismologia

Animação do tsunami desencadeado pelo terremoto do Oceano Índico de 2004

Sismologia (/saɪzˈmɒlədʒi,_saɪsʔ/; do grego antigo σεισμός (seismós) que significa "terremoto" e -λογία (-logía) que significa "estudo de") é o estudo dos sismos (ou terremotos). Inclui também estudos sobre os efeitos ambientais dos sismos, tais como os tsunamis, bem como diversas fontes sísmicas, tais como as vulcânicas, as tectônicas, glaciais, fluviais e processos artificiais. Um campo relacionado que usa a geologia para inferir informações sobre terremotos passados é a paleosismologia. O aparelho de registro é chamado de sismômetro. Um sismólogo é um cientista que trabalha com sismologia básica ou aplicada.
Em Portugal, os registos ficam a cargo do Instituto Português do Mar e da Atmosfera. No Brasil, os principais centros de pesquisa de Sismologia no País são a Universidade de Brasília (UnB), o Observatório Nacional, o Instituto de Astronomia, Geofísica e Ciências Atmosféricas da Universidade de São Paulo - USP e a Universidade Federal do Rio Grande do Norte (UFRN). No contexto brasileiro são recorrentes sismos de baixas magnitudes, fator decorrente principalmente das condicionantes geológicas associadas. Entretanto, diversos cenários têm demandado cada vez mais estudos e desenvolvimento da sismologia, com destaque para a compreensão de sismos induzidos, sismos decorrentes de atividades de mineração e associados ao contexto de estabilidade de estruturas geotécnicas.

## História
O interesse acadêmico por sismos remonta à antiguidade. Especulações iniciais sobre as causas naturais dos terremotos foram incluídas nos escritos de Tales de Mileto (c. 585 a.C.), Anaxímenes de Mileto (c. 550 a.C.), Aristóteles (c. 340 a.C.) e Zhang Heng (132 d.C.). Em 132 d.C., Zhang Heng da dinastia Han da China projetou o primeiro sismoscópio conhecido. No século XVII, Athanasius Kircher argumentou que os terremotos eram causados pela movimentação do fogo dentro de um sistema de canais no interior da Terra. Martin Lister (1638–1712) e Nicolas Lemery (1645–1715) propuseram eram causados por explosões químicas no interior do planeta.
O terremoto de Lisboa de 1755, coincidindo com o florescimento geral da ciência na Europa, impulsionou tentativas científicas para entender o comportamento e as causas dos terremotos. As primeiras respostas incluem o trabalho de John Bevis (1757) e John Michell (1761). Michell determinou que eles se originam no interior da Terra e eram ondas de movimento causadas por "massas de rocha deslocando-se a quilômetros abaixo da superfície". Em resposta a uma série de ocorrências perto de Comrie na Escócia em 1839, um comitê foi formado no Reino Unido da Grã-Bretanha e Irlanda para produzir métodos de detecção de terremotos. O resultado foi a criação de um dos primeiros sismômetros modernos por James David Forbes, apresentado pela primeira vez em um relatório de 1842. Esse aparelho consistia de um pêndulo, que registrava as medições de atividade sísmica através do uso de um lápis colocado sobre papel. Os projetos fornecidos não se mostraram eficazes, segundo os relatórios de Milne.
A partir de 1857, Robert Mallet lançou as bases da sismologia instrumental moderna e realizou experimentos sismológicos usando explosivos. Ele também é responsável por cunhar a palavra "sismologia". Em 1897, os cálculos teóricos de Emil Wiechert o levaram a concluir que o interior da Terra consiste em um manto de silicatos, envolvendo um núcleo de ferro. Em 1906, Richard Dixon Oldham identificou a separação de ondas principais, secundárias e superficiais e encontrou a primeira evidência clara de que a Terra tem um núcleo central.
Em 1909, Andrija Mohorovičić, um dos fundadores da sismologia moderna, descobriu e definiu a descontinuidade de Mohorovičić. Geralmente referida como "descontinuidade de Moho", ela é a fronteira entre a crosta da Terra e o manto. Em 1910, após estudar o terremoto de São Francisco de 1906, Harry Fielding Reid propôs a teoria da recuperação elástica, que permanece a base para os estudos tectônicos modernos. O desenvolvimento dessa teoria dependeu do considerável progresso anterior em trabalhos independentes sobre o comportamento de materiais elásticos e na matemática.
Um dos primeiros estudos científicos sobre os tremores secundários de um terremoto destrutivo ocorreu após o terremoto de Xalapa de 1920. Um sismógrafo de 80 kg (180 lb) foi levado à cidade mexicana por trem após o terremoto. O instrumento foi utilizado para registrar os tremores secundários. Os dados do sismógrafo determinaram que o abalo principal foi produzido ao longo de uma falha crustal rasa. Em 1926, Harold Jeffreys foi o primeiro a afirmar que abaixo do manto, o núcleo da Terra é líquido.
Em 1937, Inge Lehmann determinou que, dentro do núcleo externo líquido da Terra, há um núcleo interno sólido. Na década de 1960, a ciência da Terra havia se desenvolvido a ponto de uma teoria abrangente ser consolidada.